# Weißstielige Rotkappe
Die Weißstielige oder Espen-Rotkappe (Leccinum leucopodium, Syn. Leccinum albostipitatum, Leccinum aurantiacum ss. auct. plur., Leccinum rufum) ist eine essbare Pilzart aus der Familie der Dickröhrlingsverwandten.

## Merkmale

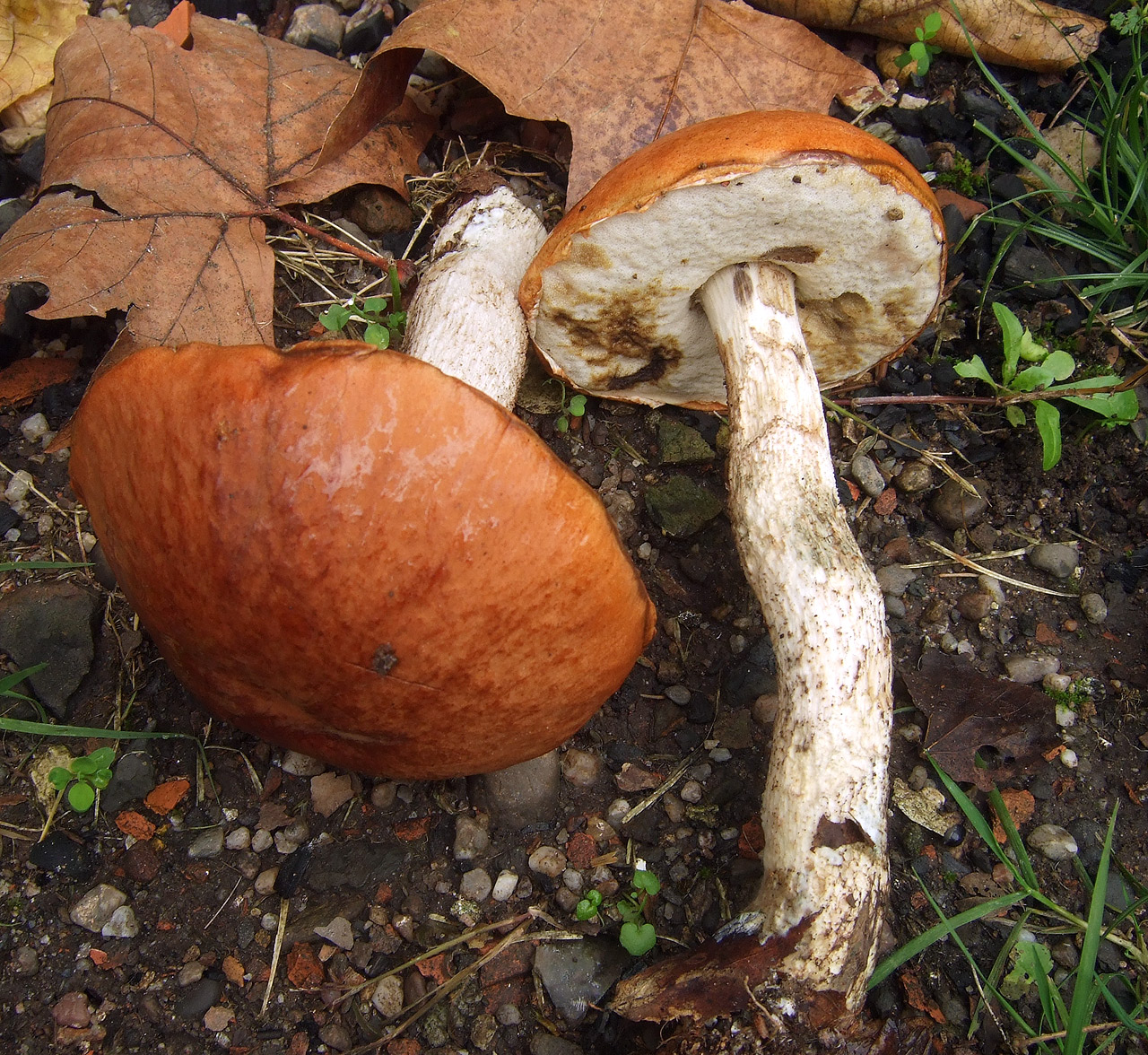
Eine der beiden ausgewachsenen Weißstieligen Rotkappen zeigt die weißliche und auf Druck bräunende Röhrenschicht.

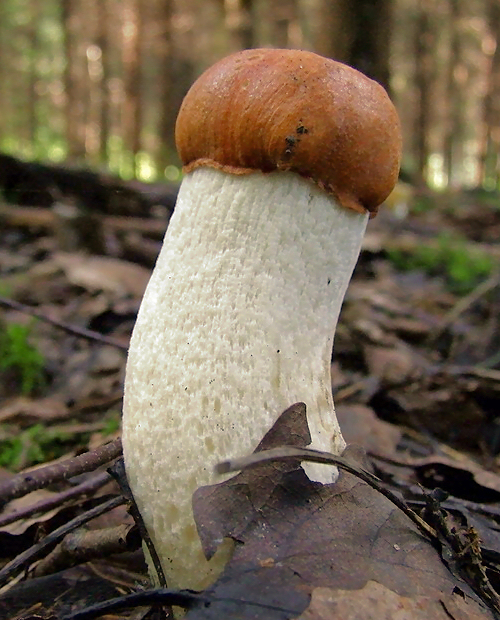
Die Huthaut der jungen Weißstieligen Rotkappe steht am Rand lappig über.

### Makroskopische Merkmale
Der Hut ist anfangs halbkugelig, später polsterförmig und im Alter annähernd flach, aber kaum niedergedrückt. Er erreicht einen Durchmesser zwischen 5 und 20 Zentimetern, selten auch mehr. Die Färbung reicht von gelborange über orangerot bis orangebraun; seltener ist er ocker- oder gelbbraun. Die Oberfläche ist feinfilzig und trocken. Der Rand steht besonders bei jungen Exemplaren deutlich über. Die Röhren sind recht eng und lange weißlich bis hell cremegrau getönt. Im Alter färben sie sich durch die reifen Sporen oliv- bis graugelblich. Druckstellen verfärben sich violettschwärzlich. Die Poren sind anfangs ebenfalls weißlich, werden aber bald schmutzig gelblich. Beim Berühren entstehen ebenfalls violettgraue Stellen. Der Stiel wird zwischen 6 und 15 Zentimeter lang und 1,5 bis 3,5 Zentimeter dick; an der Spitze ist er etwas schmaler. Auf weißer Grundfarbe befinden sich leicht abstehende Schuppen. Anfangs sind sie weißlich, später zunehmend ziegelorange. An der Basis ist der Stiel oft etwas blaugrün fleckend, was sich vor allem bei Druck noch verstärkt. Das Fleisch (Trama) ist weiß und verfärbt sich beim Anschneiden schnell weinrötlich bis violett. Nach einiger Zeit geht die Tönung in  Violettschwarz über. In der Basis ist das Fleisch manchmal blaugrün gefleckt. Es schmeckt mild und besitzt keinen bestimmten Geruch. Mit Eisensulfat färbt sich die Trama graugrünlich und in vorher unverfärbten Bereichen etwas mehr grünlich. Mit Formalin reagiert es zunächst schmutzig rosenrot und danach braunviolettlich. Das Sporenpulver ist ockerbräunlich gefärbt.

### Mikroskopische Merkmale
Die Basidien messen 25–32 × 8–11 Mikrometer. An ihnen befinden sich jeweils vier Sporen. Sie sind spindelig-elliptisch und messen 13–18 × 4–5,5 Mikrometer. Somit beträgt das Verhältnis zwischen Länge und Breite etwa 3,3 (2,7–3,6). Die Zystiden sind keulig, flaschenförmig oder manchmal spindelig ausgebildet und messen 30–50 × 8–15 Mikrometer. Oft besitzen sie eine hervorgezogene Spitze, die von unterschiedlicher Länge sein kann. Die Hyphen der Huthaut sind liegend oder aufgerichtet und bestehen aus kurzen Zellen mit 25–40 × 9–16(20) Mikrometer großen Endgliedern. Sie sind mit dünneren, drei bis acht Mikrometer dicken Hyphen untermischt.

## Artabgrenzung
Es gibt einige der Weißstieligen Rotkappe ähnliche Arten, die früher unter einem Taxon zusammengefasst wurden. Sehr ähnlich darunter ist die Birken-Rotkappe (L. versipelle). Neben dem unterscheidenden Baumpartner besitzt sie einen deutlich schwarzschuppigen Stiel und färbt sich bei Druckstellen direkt schwärzlich, ohne vorher zu röten. Weitere ähnliche Arten wie die Laubwald-Rotkappe (Leccinum aurantiacum), die in Symbiose mit Eichen lebt, oder unter Nadelbäumen vorkommende Arten unterscheiden sich in diesem Gesichtspunkt.

## Ökologie und Phänologie

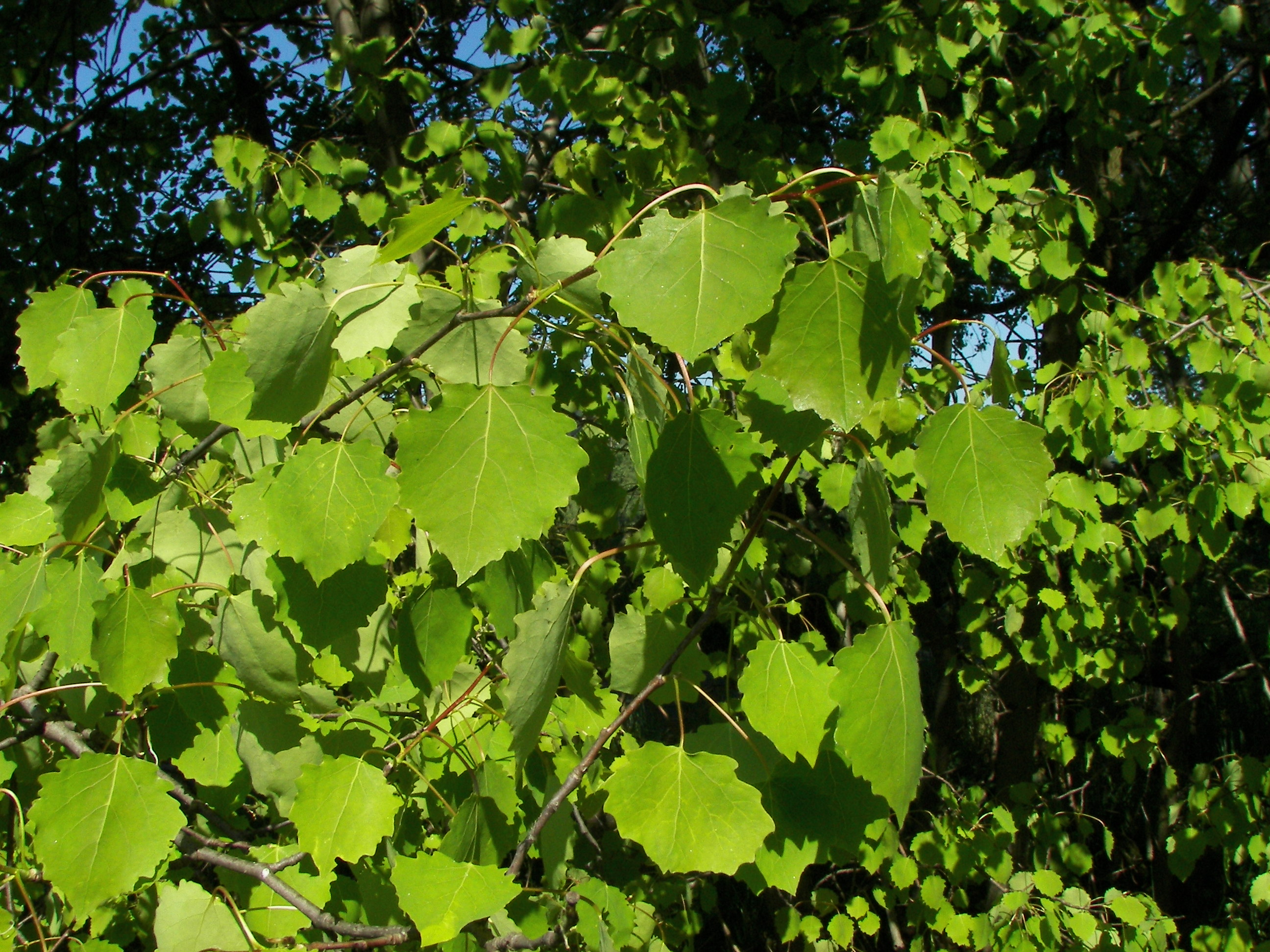
Die Weißstielige Rotkappe bildet mit Zitter-Pappeln eine Mykorrhiza.

Die Weißstielige Rotkappe ist ein Mykorrhiza-Pilz, der streng an Espen (Populus tremula) gebunden ist. Entsprechend der Bestände dieser Baumart wächst der Pilz meist bei einzelnen Pappelgruppen, in Fichten-Tannenwäldern, Mooren, am Waldrand und bei Lichtungen; außerdem ist er in unterschiedlichen Rotbuchen- und Fichtenwäldern anzutreffen. Die Weißstielige Rotkappe ist nicht sehr wählerisch in ihren Bodenansprüchen. Sie bevorzugt saure Böden. Auf basischem Untergrund ist sie seltener und auf trockenem Boden praktisch nicht zu finden.
Die Fruchtkörper erscheinen von Juni bis Oktober, selten auch bereits im Mai.

## Verbreitung
Die Weißstielige Rotkappe ist in ganz Europa verbreitet, wo sie [sub]meridional bis boreal anzutreffen ist. Allerdings kommt sie in Süd- und Westeuropa nicht häufig, in einigen Regionen nur selten vor. Richtung Osten und Norden ist der Pilz immer häufiger zu finden. In Deutschland herrscht eine recht gleichmäßige Verbreitung vor.
Die Vorkommen der Art sind in den letzten Jahren allerdings deutlich zurückgegangen. Die Gründe hierfür liegen wahrscheinlich in Umwelteinflüssen und immer seltener werdenden Beständen von Espen vor allem in Fichtenforsten.

## Bedeutung
Die Weißstielige Rotkappe gilt als guter Speisepilz. Die schwarze Verfärbung geht zwar beim Kochen nicht zurück, ist aber nicht schädlich.